# Wilhelm Góra
Wilhelm Antoni Góra (nach 1945: Wilhelm Gora, Spitzname Boy) (* 18. Januar 1916 in Beuthen; † 21. Mai 1975 in Duisburg) war ein deutsch-polnischer Fußballspieler.

## Karriere
Góra wurde 1916 in Beuthen als preußischer Staatsbürger geboren, der Familienname schrieb sich damals ohne Akzent. Die Familie wohnte im Beuthener Vorort Scharley, der 1922 nach der Teilung Oberschlesiens polnisch wurde; sie bekam somit auch die polnische Staatsbürgerschaft. 
Seine Karriere begann Góra im lokalen Verein Strzelec Szarley. Anschließend wechselte der Mittelfeldspieler über Pogoń Katowice (Kattowitz) zu Cracovia nach Krakau, wo er faktisch als Vollprofi aktiv war (nominell war er in einer Firma beschäftigt) und wo er 1934 sein Debüt in der polnischen Fußball-Liga gab. Insgesamt absolvierte er für Cracovia 134 Spiele. Ein Jahr später debütierte er in der polnischen Nationalmannschaft und gehörte zum Kader für die Olympischen Spiele 1936 in Berlin, der den 4. Platz belegte. Bei der WM 1938 in Frankreich bestritt er das einzige polnische Spiel, das legendäre 5:6 gegen Brasilien. Bis 1939 blieb er Nationalspieler und absolvierte 16 Partien. 
Nach Beginn des Zweiten Weltkriegs unterschrieb er die Deutsche Volksliste und spielte als Volksdeutscher an der Seite der ebenfalls aus Oberschlesien stammenden früheren polnischen Nationalspieler Juliusz Joksch und Karol Pazurek in der Gauliga Generalgouvernement im besetzten Polen für die Deutsche Turn- und Sportgemeinschaft Krakau, die mit ihm 1941 den Bernsteinpokal gewann. Zu den Sponsoren der DTSG gehörte der Fabrikant Oskar Schindler, der in Krakau eine Metallwarenfabrik führte.
1942 wurde er zur Wehrmacht eingezogen, 1944 geriet er in Italien in britische Gefangenschaft. Da er vor dem Krieg polnischer Staatsbürger war, bekam er die Möglichkeit, sich dem 2. Korps der Polnischen Armee unter General Władysław Anders anzuschließen. Nach 1945 wollte Góra wieder in seine Heimat zurückkehren. Versuche, zunächst in der unter polnische Hoheit gekommenen Hafenstadt Stettin Fuß zu fassen, scheiterten ebenso wie die Rückkehr nach Krakau, ihm wurde vorgeworfen, im Krieg mit den deutschen Besatzern kollaboriert zu haben. Góra ließ sich somit in Westdeutschland nieder. In der Nachkriegszeit spielte er bei 07 Hameln und dem VfB Mühlburg.